# Idaea marcotensis
Idaea marcotensis là một loài bướm đêm trong họ Geometridae.